# Ehemaliges Dienstgebäude der Hamburger Landherrenschaften

Das Gebäude vom Klingberg aus gesehen, rechts das später angebaute Chilehaus

Das ehemalige Dienstgebäude der Hamburger Landherrenschaften steht an der Ecke Klingberg/Depenau. (Anschriften: Klingberg 1 und Depenau 1). Es ist als Kulturdenkmal mit der Objekt-ID 29140 ausgewiesen. In dem Haus befand sich bis September 2023 das Polizeikommissariat 14 – Außenstelle Klingberg (früher Polizeikommissariat 12).

## Baugeschichte
Das Gebäude wurde von 1906 bis 1908 nach Plänen von Albert Erbe errichtet. Bauherr war die Freie und Hansestadt Hamburg, die Bauausführung leiteten Bauinspektor Bauer und Baumeister Maetzel. Die Bautechnik war für damalige Verhältnisse recht weit fortgeschritten: Die Zwischendecken bestanden aus Eisenbeton, und eine Niederdruckdampfheizung versorgte die Räume mit Wärme. Die Baukosten betrugen ca. 300 000 Reichsmark, 23,74 Reichsmark pro Kubikmeter umbautem Raum.
Das Haus diente als Sitz der Landherrenschaften, einer Gebietsverwaltung der Hamburger Landgebiete, die 1938 aufgelöst wurde. Von Anfang an beherbergte es außerdem eine Polizeiwache mit Räumen im Keller, im Erdgeschoss und im ersten Obergeschoss. In den oberen Geschossen befanden sich die Räume der Landherrenschaften sowie Wohnräume für den Revierwachtmeister und den Hausmeister. Es gab für jede Raumgruppe einen gesonderten Eingang und ein eigenes Treppenhaus.
Im Zuge der Errichtung des neuen Hamburger Kontorhausviertels wurde  das Haus der Landherrenschaften 1924 in den Baukomplex des Chilehauses einbezogen.

## Baubeschreibung

Grundrissskizze vom Erdgeschoss mit der ursprünglichen Nutzung

Das Bauwerk orientiert sich an den barocken Hamburger Bürgerhäusern des 18. Jahrhunderts. Das Backsteinmauerwerk ist durch Vorsprünge gegliedert und durch Zierelemente und Gesimse aus Werkstein aufgelockert. 

### Grundaufbau
Das Haus weist ein etwas erhöhtes Erdgeschoss auf, darüber – durch ein Gesims abgesetzt –  drei Obergeschosse. Über dem dritten Obergeschoss bildet ein weiteres Gesims einen deutlichen Absatz zu den Dachgeschossen. 
Der Grundriss ist nicht rechtwinklig, weil er sich dem Verlauf der angrenzenden Straßen anpasst. So bildet die Ecke zur Depenau einen leicht stumpfen Winkel. Die zur Depenau gerichtete Traufenseite erstreckt sich über acht Fensterachsen mit einem Eingangsportal ganz links. Das Dach wird auf dieser Seite durch zwei Dachgiebel strukturiert.
Betrachtet man den Bau von der Giebelseite am Klingberg aus, fällt eine ungleiche vertikale Zweigliederung auf:  links die beherrschende fünfachsige Fassade unter einem großen Schweifgiebel, rechts daneben ein schmaler Querbau mit dem Eingangsportal. 

### Zierformen
An der Traufenseite sind das Eingangsportal und die mittleren Fenster im ersten und zweiten Obergeschoss mit Sandsteindekor versehen.
Die Giebelseite ist reicher dekoriert: Zierelemente befinden sich am Eingangsportal, am Giebel und in der darunter liegenden Mittelachse der Giebelfassade. Dort weisen die Fensterbrüstungen Sandsteinverzierungen auf. Am Übergang zum Giebel ist ein Medaillon mit dem Hamburger Wappen zu sehen. Der Giebel seinerseits ist von Voluten und Sandsteinrändern eingerahmt und von einer Vase bekrönt.
Eine reiche  bildhauerische Gestaltung schmückt das Eingangsportal am Klingberg und das darüber liegende Fenster. Hier geht es inhaltlich um die Bedeutung der Hamburger Landgebiete für die Ernährung der Stadt. 
Beiderseits des Fensters sind zwei Kinder dargestellt. Das Mädchen auf der linken Seite trägt eine Getreidegarbe und Feldfrüchte, der Junge rechts hält ein Fischernetz mit Fischen und Krebsen.  Das Thema kehrt wieder in einem Relief mit zwei Frauenfiguren unmittelbar über der Tür. Die linke ist von Feldfrüchten umgeben die rechte von Sinnbildern des Lebens am Wasser. 

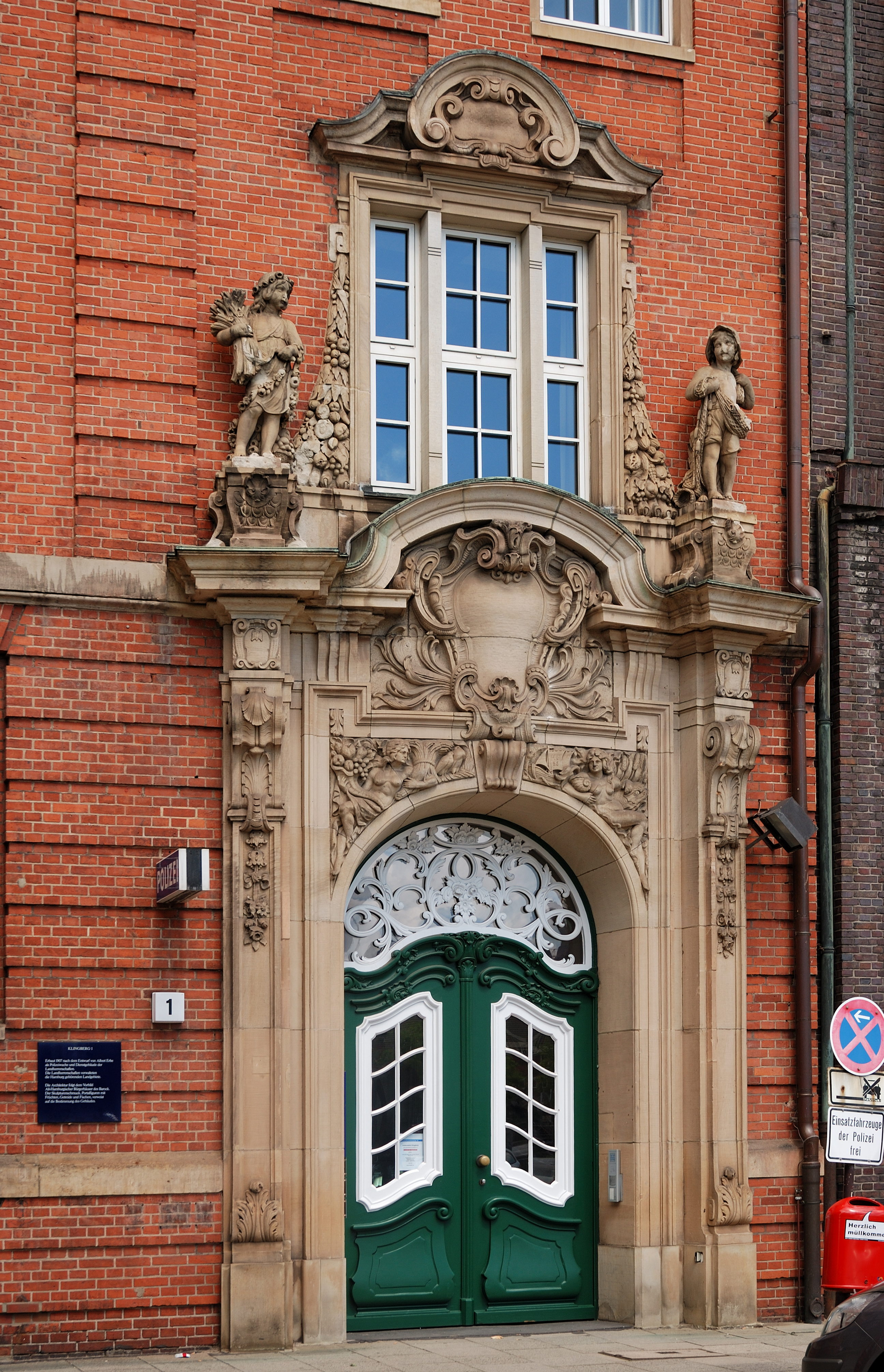
Haupteingang Klingberg 1
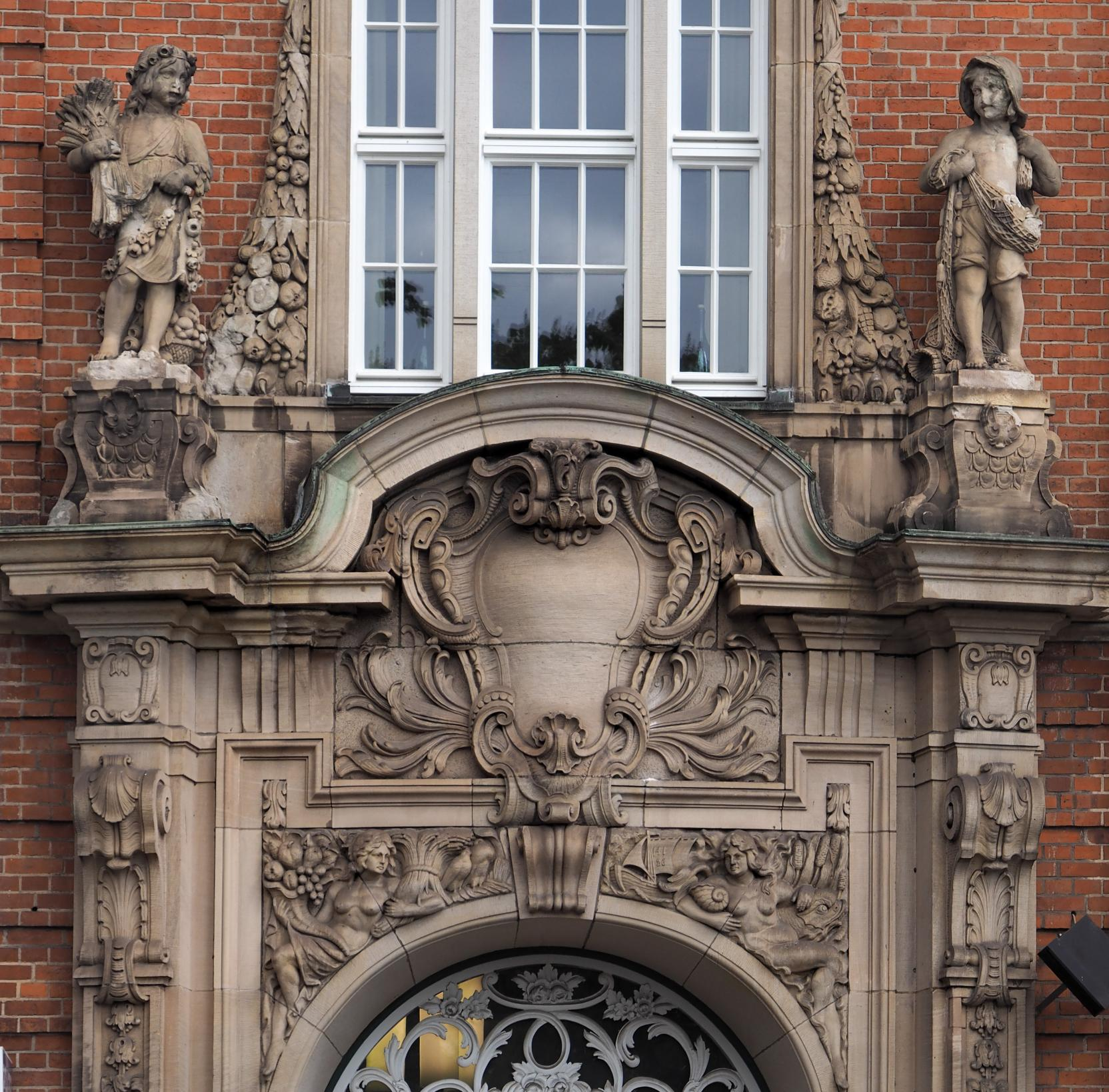
Symbolfiguren: Landwirtschaft und Fischerei
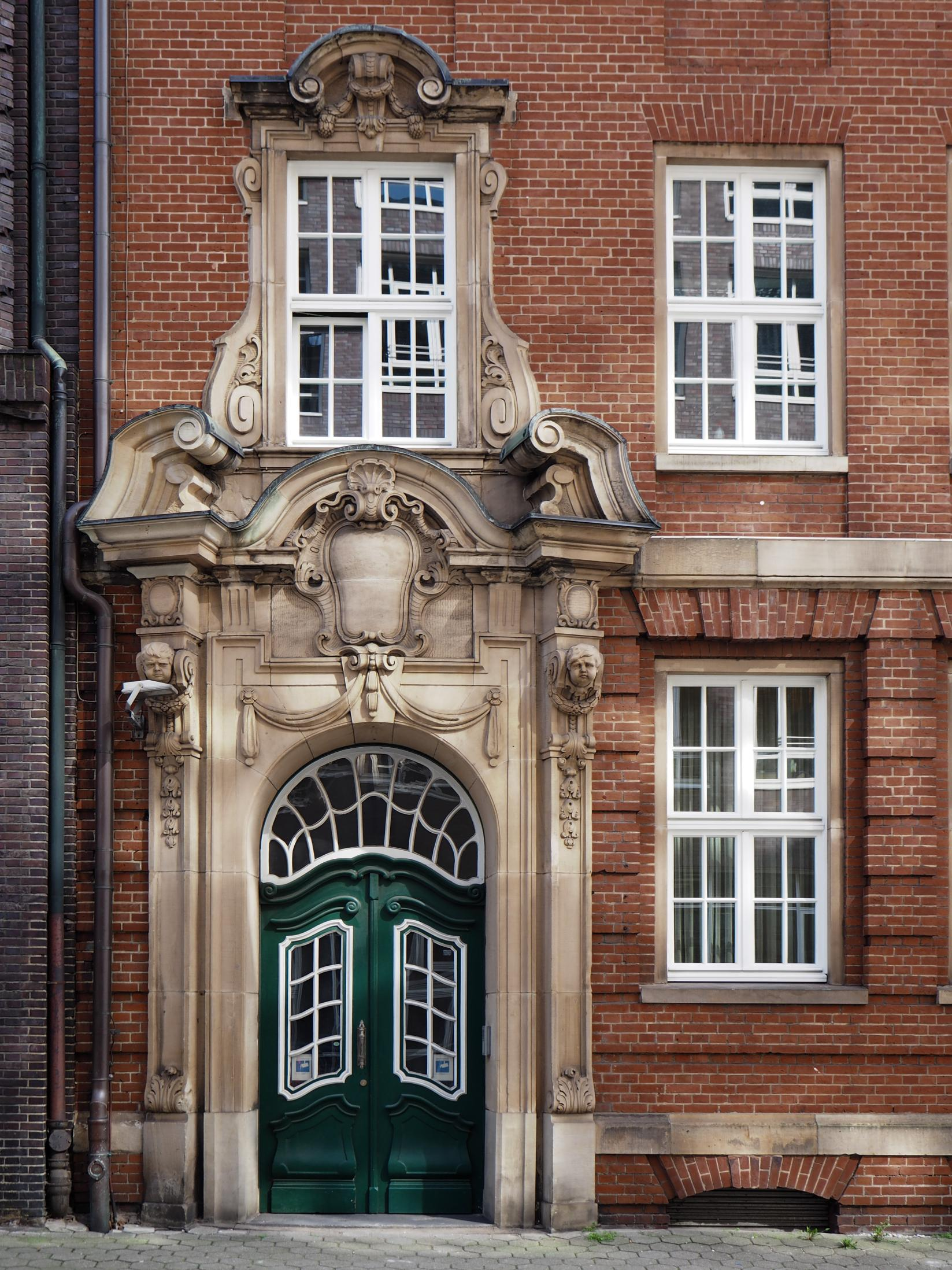
Nebeneingang Depenau 1

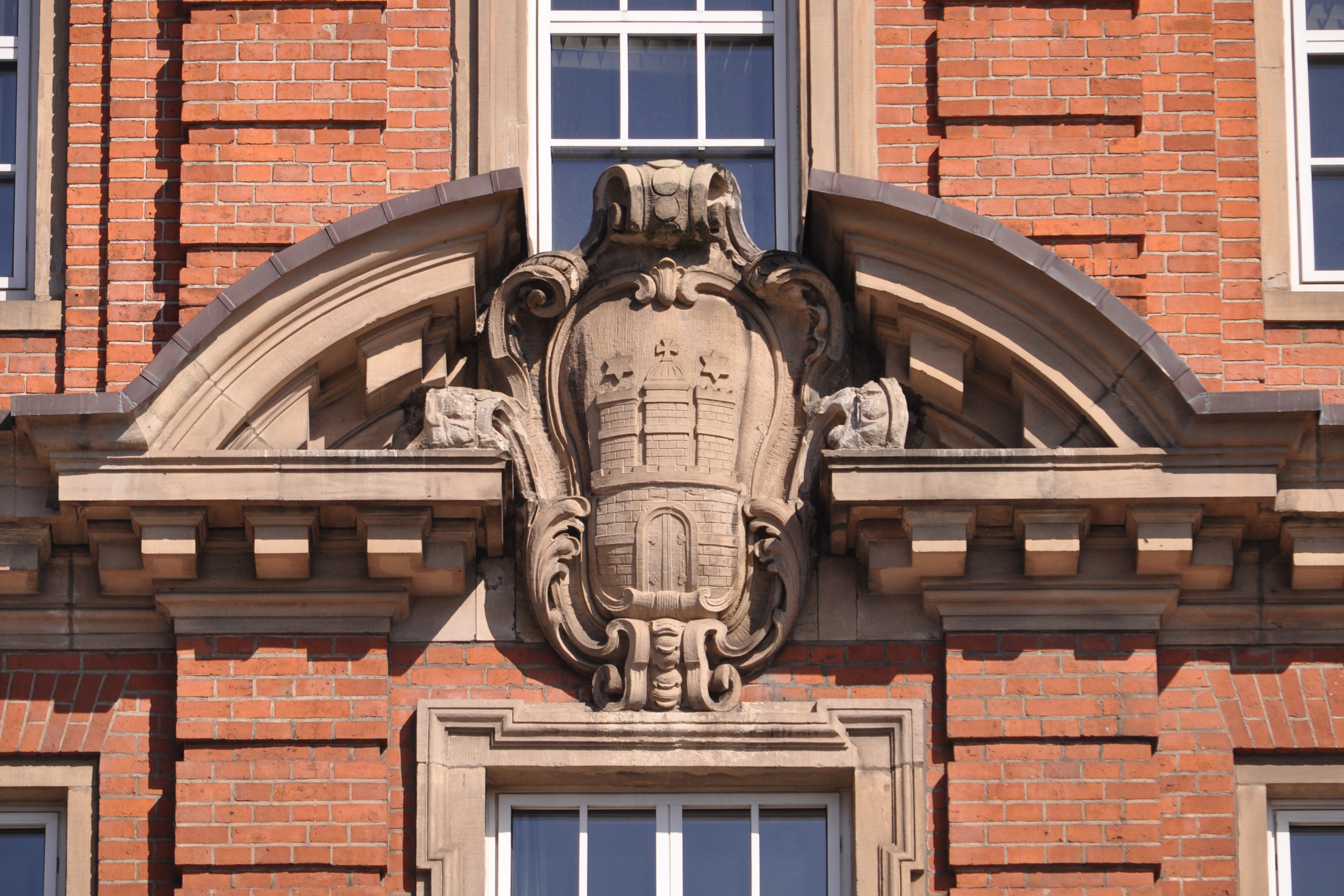
Hamburger Wappen
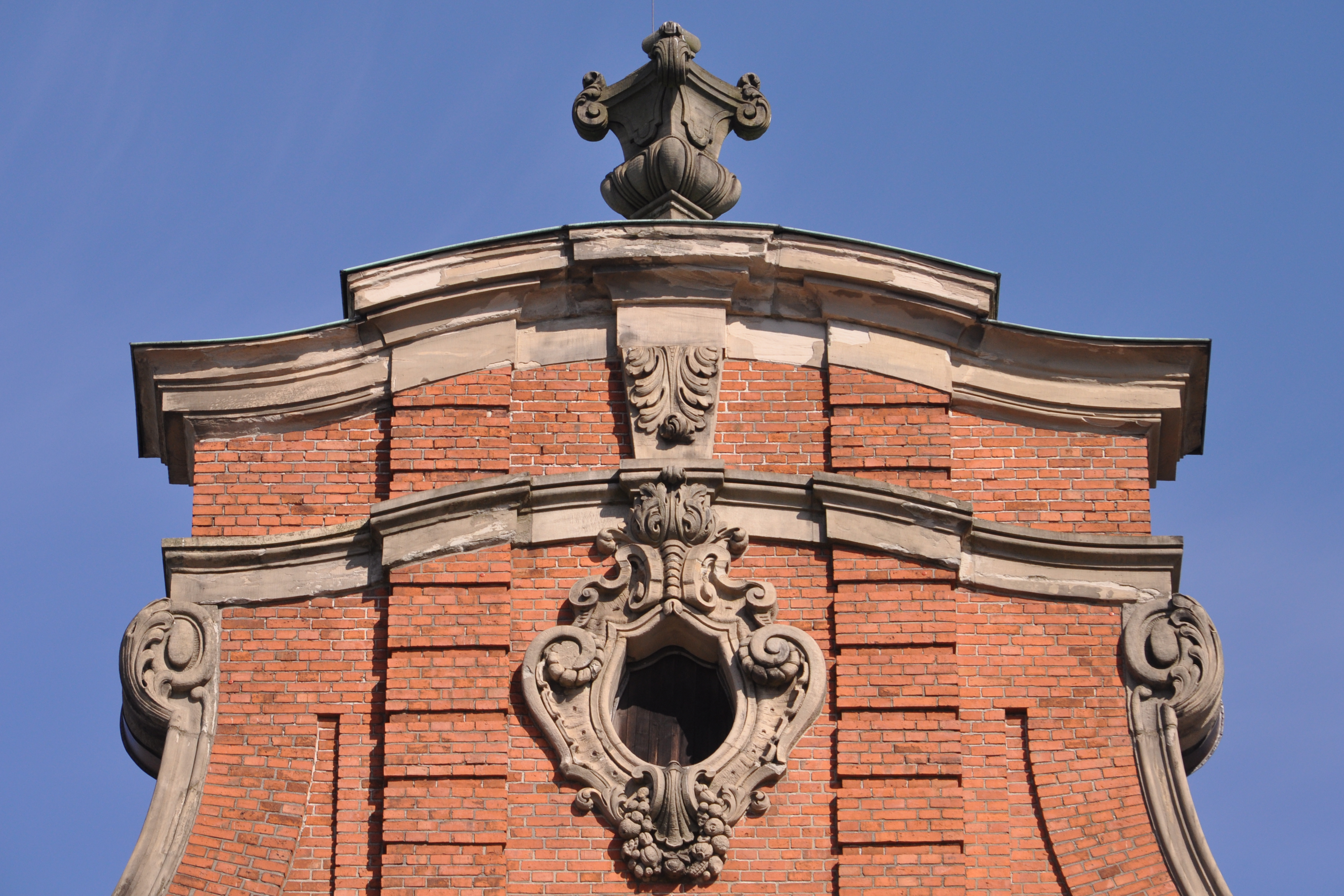
Spitze des Giebels

## Drehort der Serie Großstadtrevier
In den Folgen 1 bis 28 der ARD-Serie Großstadtrevier wurde das Polizeirevier am Klingberg 1 für die Außenaufnahmen genutzt. Das Schild mit der Aufschrift "Polizeirevier 12" wurde entsprechend überklebt.